# Goust

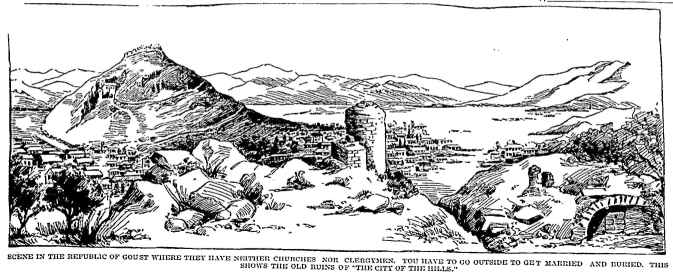
Une vue imaginaire de Goust, publiée en 1899 dans le Sunday News Tribune (Duluth).

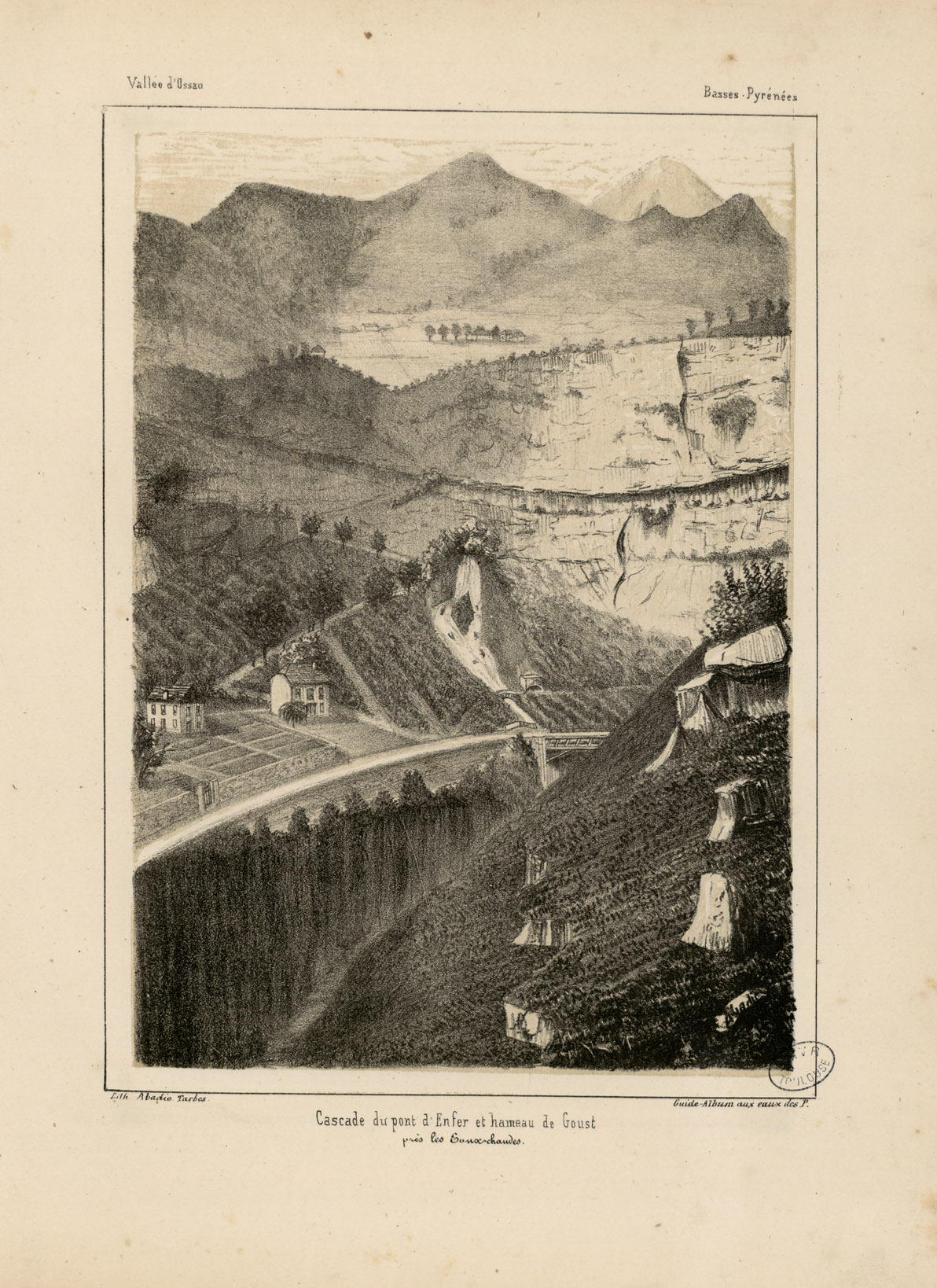
Goust et le Pont d'Enfer en 1853.

Goust est un hameau des Pyrénées-Atlantiques faisant partie de la commune de Laruns en vallée d'Ossau.
Plusieurs récits de voyages du XIXe siècle rapportent les témoignages pittoresques de touristes en visite dans le hameau de Goust, très proche de la station thermale des Eaux-Chaudes.
Pour souligner de façon imagée l'isolement du hameau et le rôle qu'y tient le conseil des anciens dans la gestion quotidienne, plusieurs voyageurs rapportant leurs souvenirs de voyage des Pyrénées font usage de métaphores politiques : « petit gouvernement qui dure », « sorte de principauté, minuscule mais autonome » « petite république ». Comme le souligne l'article du Chamber's Edimburgh Journal (« ce hameau n'en est qu'un parmi plusieurs, perchés dans les hauteurs des Pyrénées, et presqu'oubliés par l'État auxquels ils appartiennent »), il ne s'agit bien sûr pas d'indépendance au sens du droit public.
Jean-François Samazeuilh attribue à l'ancien ministre de l'intérieur Joseph-Henri-Joachim Lainé l'initiative de qualifier Goust de « République » et s'en amuse tout en précisant qu'« on a pris au sérieux cette fantaisie du spirituel écrivain  ». Il fournit une longue citation de l'Album Pyrénéen qui démontre l'absurdité de telles prétentions -en particulier les habitants de Goust paient bien l'impôt.
Autour de l'année 1900, des sources populaires reprennent ces éléments en les enjolivant et les déformant : ainsi le Handy Book of Curious Information, publié aux États-Unis en 1913, croit savoir que Goust est devenu au début du XVIIe siècle un état indépendant reconnu par la France et l'Espagne, supplantant ainsi Saint-Marin en tant que plus petite République du monde.